# Gelsolina

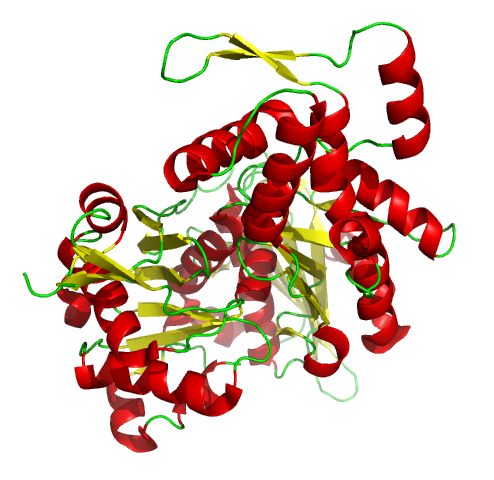
Gelsolina, una proteína de unión a actina.

La gelsolina es una proteína que es clave en el ensamblaje y desensamblaje de los filamentos de actina. Pertenece a la superfamilia de la vilina. Se localiza comúnmente dentro de la célula, como en el citosol y la mitocondria, así como fuera de ella, como en el plasma sanguíneo.
Estructuralmente es una proteína globular de 82 KDa con seis subdominios, llamados S1-S6. Cada uno posee cinco beta láminas flanqueadas por dos alfa hélices, una de cada hélice está posicionada de forma perpendicular a las láminas beta y otra en posición paralela. El extremo N-terminal (S1-S3) forma una hoja beta, tal y como el C-terminal (S4-S6).

## Enfermedades
En el síndrome de Meretoja o amiloidosis por gelsolina, se produce una mutación en el gen que codifica la gelsolina lo que ocasiona la enfermedad.